# Austroasca viridigrisea
Austroasca viridigrisea är en insektsart som först beskrevs av Pasquino Paoli 1936.  Austroasca viridigrisea ingår i släktet Austroasca och familjen dvärgstritar. Inga underarter finns listade i Catalogue of Life.